# Albin Winbo
Albin Eric Winbo, född 27 oktober 1997, är en svensk fotbollsspelare.

## Karriär
Winbos moderklubb är Varbergs GIF. Han debuterade och gjorde sitt första mål i Division 4 den 4 juli 2013 i en 9–0-vinst över Rinia IF. Säsongerna 2014 och 2015 var han ordinarie i A-laget och gjorde nio mål på 37 ligamatcher. Varbergs GIF blev uppflyttade under säsongen 2015 och under följande säsong spelade Winbo 16 ligamatcher och gjorde fyra mål i Division 3.
I november 2016 gick Winbo till division 2-klubben Tvååkers IF. Under säsongen 2017 gjorde han sju mål på 24 ligamatcher och hjälpte klubben att bli uppflyttade till Division 1. Säsongerna 2018 och 2019 gjorde Winbo 9 mål på 53 ligamatcher för Tvååkers IF.
I november 2019 värvades Winbo av Varbergs BoIS. Han gjorde sin allsvenska debut den 15 juni 2020 i en 3–0-vinst över Helsingborgs IF. I augusti 2022 lånades Winbo ut till norska Sandefjord på ett låneavtal över resten av säsongen.
I januari 2023 värvades Winbo av irländska Cork City. Den 27 april 2024 skrev han på ett kontrakt över resten av säsongen med Östersunds FK. I juli 2024 lämnade Winbo klubben.